# アメリカン・パイ (宝塚歌劇)
バウ・ミュージカル『アメリカン・パイ』は、宝塚歌劇団によって舞台化された作品。2幕。原作は同名の漫画で萩尾望都・作の『アメリカン・パイ』。雪組公演。

## 公演場所と公演期間
- 宝塚バウホール　2003年6月14日 - 6月23日[1]
- 日本青年館　2003年6月28日 - 7月4日[1]

## ストーリー
※『宝塚歌劇100年史（舞台編）』を参照にした。
1970年代、アメリカのマイアミ。ある日、ロック・ミュージシャンのグラン・パの部屋に一人の少年が現われ、朝食を盗み出そうとする。やがて、グラン・パは、その少年が実は女の子であることを知るが、彼女はリューという名前以外は何も語ろうとしなかった。陽光溢れるマイアミを舞台に、売れなかったミュージシャンと自分の死への不安を抱えた少女の交流を、様々な人々との出会いと別れを交えながら綴っている。

## スタッフ
- 原作：萩尾望都[1]
- 脚本・演出：小柳奈穂子[1]
- 作曲・編曲：吉田優子[1]・甲斐正人[1]
- 振付：麻咲梨乃・若央りさ[1]
- 装置：大橋泰弘[1]
- 衣装：有村淳[1]
- 照明：勝柴次朗[1]
- 音響：加門清邦[1]
- 小道具：田中武彦[1]
- 演出助手：稲葉大地[1]
- 音楽助手：手島恭子[1]
- 振付助手：麗美花[1]
- 装置助手：國包洋子[1]
- 衣装助手：川崎千絵[1]
- 照明助手：氷谷信雄[1]
- 舞台進行（宝塚）[1]：西原徳充・片岡麻理恵
- 舞台監督（東京）[1]：西澤明彦・藤村信一
- 舞台美術製作：株式会社 宝塚舞台[1]
- 録音演奏：宝塚ニューサウンズ[1]
- 制作：樫原幸英[1]

## 出演者
- 灯奈美[1]
- 悠なお輝[1]
- 貴城けい[1]
- 壮一帆[1]
- 天勢いづる[1]
- 牧勢海[1]
- 麻樹ゆめみ[1]
- 汐夏ゆりさ[1]
- 山科愛[1]
- 奏乃はると[1]
- 森咲かぐや[1]
- 花帆杏奈[1]
- 宙輝れいか[1]
- 真波そら[1]
- 凰稀かなめ[1]
- 麻倉ももこ[1]
- 穂月はるな[1]
- 華岡らら[1]
- 沙央くらま[1]
- 花緒このみ[1]
- 白帆凛[1]
- 鞠輝とわ[1]
- 衣咲真音[1]
- 彩みづ希[1]
- 早花まこ[1]
- 愛友みれい[1]
- 大湖せしる[1]
- 祐輝千寿[1]
- 磯野千尋（専科）[1]

### 主な配役
- グラン・パ：貴城けい[1]
- リュー（リュシエンヌ・クレー）：山科愛[1]
- ジャクスン：壮一帆[1]
- マスター：磯野千尋[1]
- ウィーズバード：天勢いづる[1]
- ローダ：森咲かぐや[1]
- ネイズ：凰稀かなめ[1]